# Калочаи, Миклош
Миклош Калочаи (венг. Kalocsay Miklós; 17 апреля 1950, Будапешт — 2 декабря 1991, Будапешт) — венгерский актёр театра и кино. Сыграл одну из главных ролей в советско-венгерском фильме «Отпуск за свой счёт».

## Биография
Миклош Калочаи родился 17 апреля 1950 года в Будапеште.
В студенческие годы дебютировал в фильме режиссёра Дьюлы Маара «Пресс» (1971).
В 1973 году окончил Академию театрального искусства (ныне — Академия драмы и кино). В том же году начал служить в театре имени Имре Мадача, где зрители впервые заметили его в роли Ромео.
С 1980 года — в театре Várszínház.
В 1982 году перешёл работать в Национальный театр Сегеда.
В первые годы на сцене играл в основном романтические роли. Позже актёр предпочитал играть комедийные роли.
Миклош Калочаи также озвучивал многие иностранные фильмы, дублированные на венгерский язык. Был ведущим телепередачи для детей «Corner».
Советским телезрителям Миклош известен своей ролью венгра Ласло в советско-венгерском фильме «Отпуск за свой счёт» (режиссёр Виктор Титов), премьера которого состоялась 1 января 1982 года по Первой программе ЦТ СССР.
Всего, начиная с 1973 года, Миклош Калочаи снялся более чем в 20 фильмах, преимущественно в телевизионных.
Актёр ушёл из жизни 2 декабря 1991 года в результате сердечного приступа (сердечной недостаточности).

## Роли в театре
- Рюи Блаз, Золи (Эрнё Сеп «Жених»)
- Ромео и брат Лоренцо («Ромео и Джульетта»)

## Роли в кино
- Prés (1971)
- Holnap lesz fácán (1974)
- Fedőneve: Lukács (1977)
- Csaló az üveghegyen (1977)

## Роли в телефильмах
- Влюблённая пара (1972)
- Ястреб в орлином гнезде (1973)
- Искушение Джордано Бруно (1973)
- Пассажиры в чёрном «Мерседесе» (1973)
- Г-н Фичек (1974 г.)
- Золотой телёнок (1974)
- Врач (1974)
- Монстр (1974)
- Граф дураков (1974)
- Нотариус из Пелешке (1975 г.)
- Женщины-учёные (1975)
- Отелло (1975)
- Кантор (1976)
- A méla Tempefői (1976)
- Шах и мат (1977, музыкальный телеспектакль)
- Клетки с видом на море (1978)
- Г-жа Боднар (1978)
- Комедия ошибок (1979)
- Два часа ночи (1980)
- Беззащитные путешественники (1981)
- Смерть в кассе (1981)
- Отпуск за свой счёт (1981)
- Об этом позаботится тётя Роза (1982)
- За миллиард лет до конца света (1983)
- В виде растворенных стручков 1-7. (1983)
- Дни Сечени (1985, сериал)
- Тётя Чарли (1986)
- Терпеливый Лайош (1988)
- Младший брат — звезда (1988)